# Cola sciaphila
Cola sciaphila là một loài thực vật có hoa trong họ Cẩm quỳ. Loài này được Louis ex Germ. mô tả khoa học đầu tiên năm 1962.